# Nyctophilus heran
Nyctophilus heran — вид ссавців родини лиликових. 

## Проживання, поведінка
Країни поширення: Індонезія. Цей вид відомий тільки по типовому зразку.

## Загрози та охорона
Загрози для цього виду не відомі, але втрата середовища існування, ймовірно, є загрозою.